# Sphecodes aspericollis
Sphecodes aspericollis är en biart som beskrevs av Frédéric Jules Sichel 1865. Sphecodes aspericollis ingår i släktet blodbin, och familjen vägbin. Inga underarter finns listade i Catalogue of Life.